# Plaça de la Revolució de Bucarest
Plaça de la Revolució (en romanès: Piața Revoluției) és una plaça al centre de Bucarest, a Calea Victoriei. Coneguda com a Piața Palatului (plaça del Palau) fins al 1989, més tard es va canviar el nom després de la Revolució Romanesa del desembre de 1989. Aquí es troba l'antic Palau Reial (actual Museu Nacional d'Art de Romania), l'Ateneu, l'Hotel Athénée Palace, la Biblioteca de la Universitat de Bucarest i el Memorial del Renaixement. La plaça també alberga l'edifici de l’antic Comitè Central del Partit Comunista Romanès (d’on Nicolae Ceaușescu i la seva dona van fugir en helicòpter el 22 de desembre de 1989). El 1990, l'edifici es va convertir en la seu del Senat i des del 2006 acull el Ministeri de l'Interior i la Reforma Administrativa.
Abans del 1948, hi havia una estàtua eqüestre del rei Carol I de Romania. Creada el 1930 per l'escultor croat Ivan Meštrović, l'estàtua va ser destruïda el 1948 pels comunistes, que mai van pagar cap dany a l'escultor. El 2005, el ministre de Cultura romanès va decidir recrear l'estàtua destruïda a partir d'un model que va mantenir la família de Meštrović. El 2007, l'Ajuntament de Bucarest va assignar el projecte a l'escultor Florin Codre, que dissenyarà una estàtua original de Carol inspirada en el model de Meštrović (la majoria la considera un plagi).
L'agost de 1968 i desembre de 1989, la plaça va ser el lloc de dues reunions multitudinàries que van representar l'apogeu i el nadir del règim de Ceaușescu. El discurs de Ceaușescu del 21 d'agost de 1968 va marcar el punt més àlgid de la popularitat de Ceaușescu, quan va condemnar obertament la invasió soviètica de Txecoslovàquia i va començar a seguir una política d'independència del Kremlin. El discurs de Ceaușescu del 21 de desembre de 1989 tenia la intenció d’emular l’assemblea del 1968 i presentat pels mitjans de comunicació oficials com un "moviment espontani de suport a Ceaușescu", esclatant en la revolta popular que va conduir al final del règim.

## Galeria d'imatges

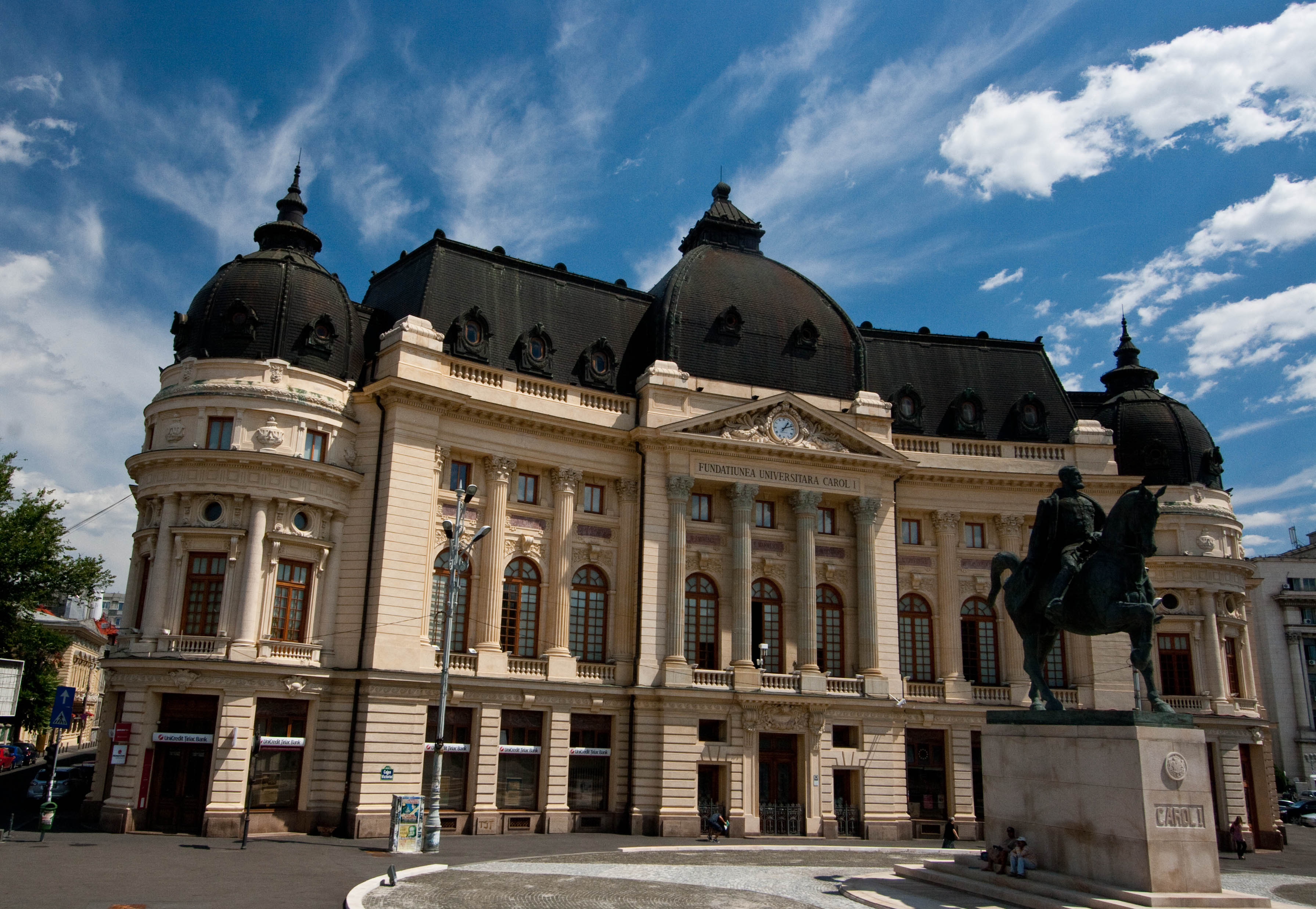
Biblioteca de la Universitat de Bucarest
Museu Nacional d'Art
Estàtua del Rei Carol I
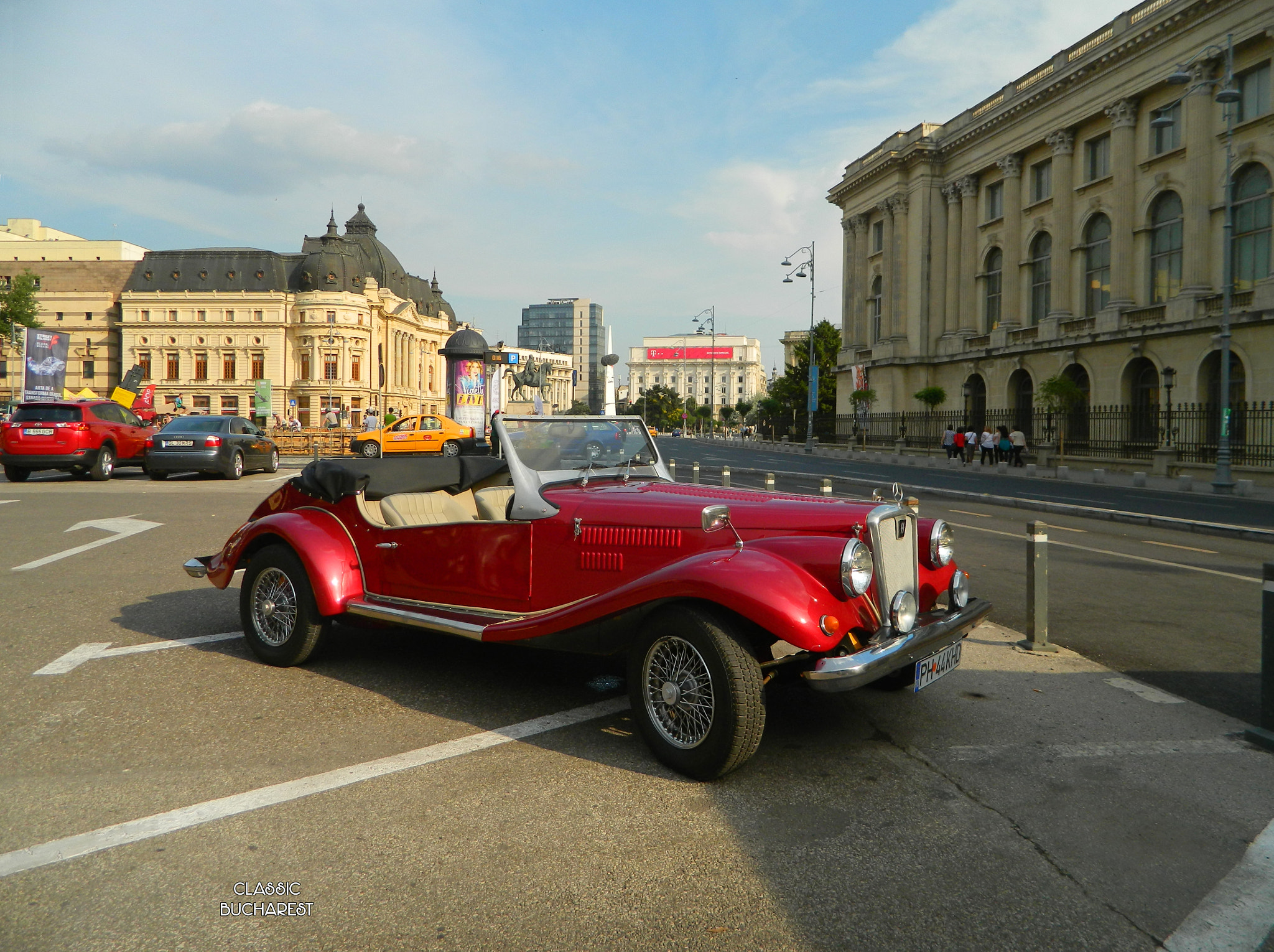
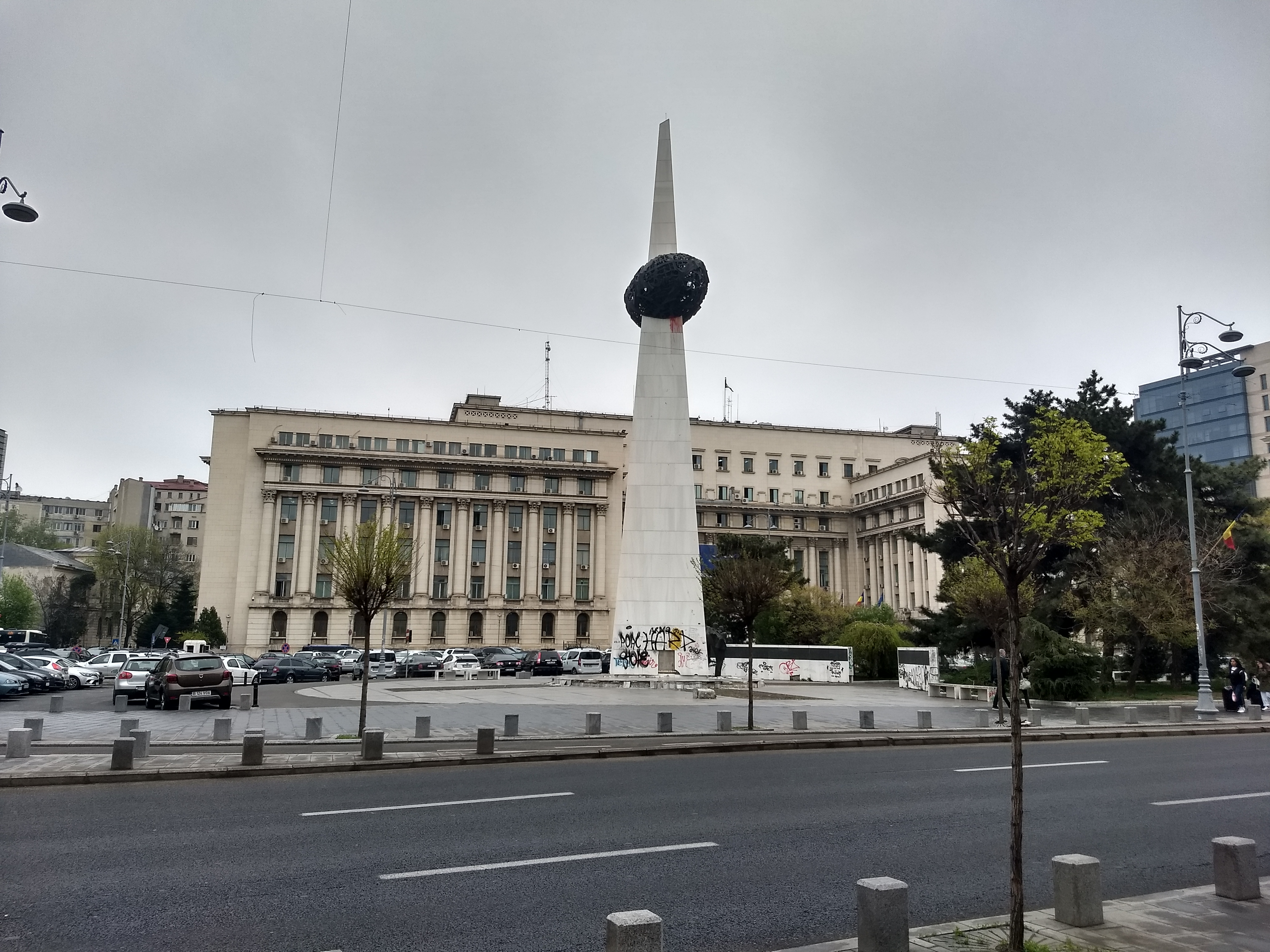
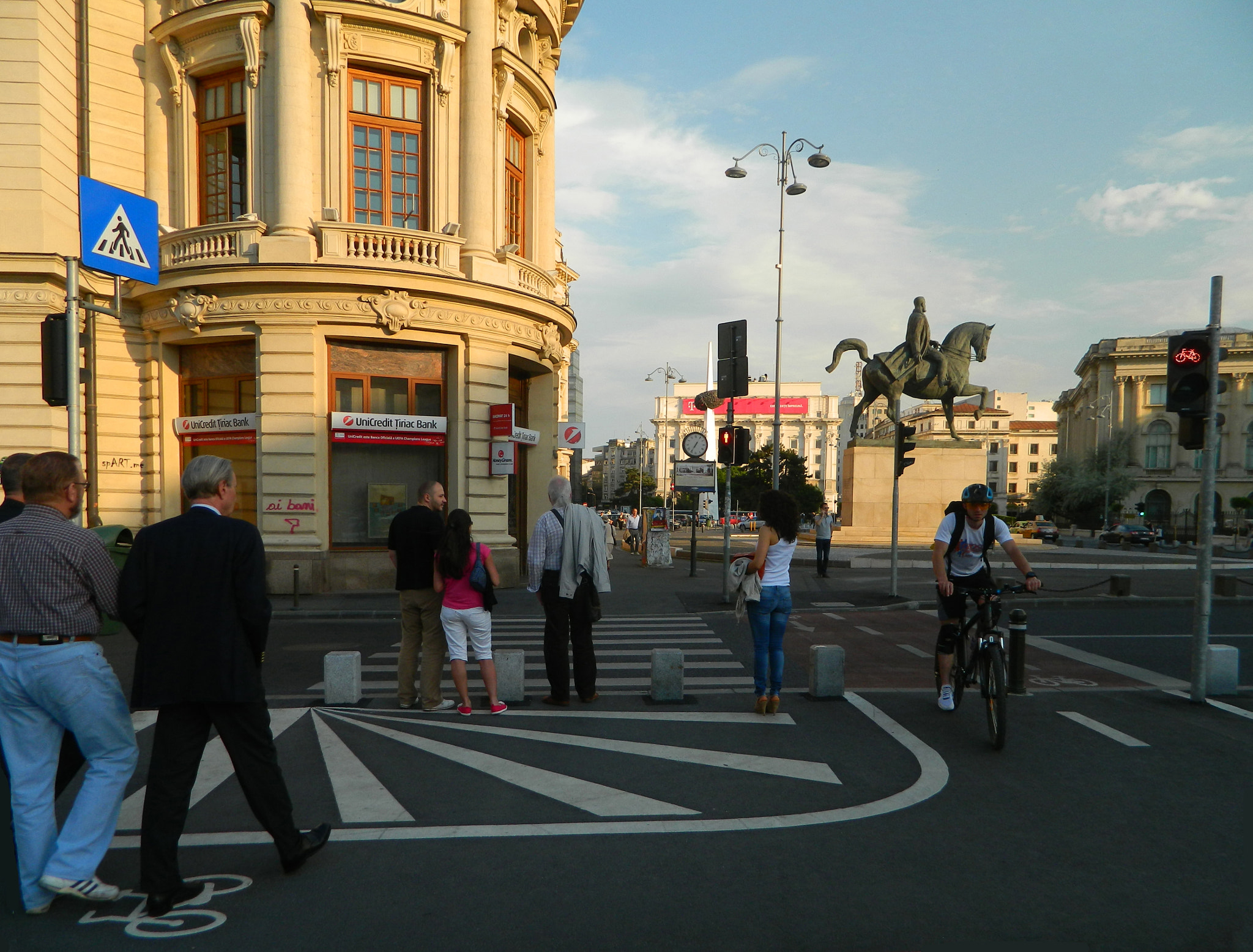